# Der Herr des Todes (1926)
Der Herr des Todes ist ein deutscher Stummfilm von 1926 unter der Regie von Hans Steinhoff. Die Hauptrollen sind besetzt mit Fred Solm, Eduard von Winterstein, Jenny Marba und Hertha von Walther. 
Das Drehbuch beruht auf dem gleichnamigen Roman von Karl Rosner von 1910. Erstmals wurde dieser 1913 kurz vor Ausbruch des Ersten Weltkrieges von Max Obal verfilmt.

## Handlung
Die Handlung des Films spielt um das Jahr 1926 herum, auch wenn er den Geist des preußischen Offizierskorps der Vorkriegszeit propagiert: Nachdem der junge adlige Leutnant Peter von Hersdorff sich gegenüber seinem Vorgesetzten Freiherr von Bassenheim zu einer unbeherrschten Handlung hat hinreißen lassen, ist er gezwungen, seinen Abschied vom Militär zu nehmen. Zwar hat von Bassenheim sich daneben benommen, indem er sich Peters Verlobter Heid von Dünen gegenüber unangemessen verhalten hat, trotzdem muss allein von Hersdorff die Konsequenzen seines berechtigten Übergriffs tragen. Da das Verlieren seines militärischen Rangs so etwas wie einen Ehrverlust bedeutet, entschließt sich Peter auf Rat seiner Familie nach Amerika auszuwandern, allerdings ohne Heid. Seine erste Station fern der Heimat ist die eines Reitlehrers. Schon auf der Schiffsreise signalisiert ihm die Amerikanerin Daisy Brown ihr Interesse, was sich in Amerika weiter fortsetzt. Nachdem der junge Mann kurzzeitig arbeitslos ist, heuert er auf einem Schiff als Heizer an. Als er dort einem ehemaligen Artisten begegnet, zeigt er großes Interesse an diesem Beruf und wird von diesem ausgebildet.
Währenddessen ist Heid in Deutschland eine Verbindung mit von Bassenheim eingegangen. Das verlobte Paar ist jedoch nicht glücklich zusammen. Es ergibt sich, dass in einem Berliner Varieté der berühmte Artist Perez Herrera mit seiner Nummer „Herr des Todes“ auftritt. In ihm erkennt Heid ihren Peter wieder, der inzwischen zu einem internationalen Star in dieser Szene aufgestiegen ist. Sie versichert ihm, dass sie ihn immer noch liebe und bei ihm bleiben wolle. Peter will ein letztes Mal auftreten, um dann mit Heid ein neues Leben zu beginnen, und gerät dabei in tödliche Gefahr, als eine in ihn verliebte eifersüchtige Tänzerin einen Anschlag auf sein Trapez verübt. Zum Glück überlebt er und kann Heid, die Frau, die er immer geliebt hat, in die Arme schließen. 

## Produktionsnotizen
Hergestellt wurde der Film von der Maxim-Film Gesellschaft Ebner & Co., Berlin im Auftrag der UFA. Der Verleih fand durch die Universum Film-Verleih GmbH (UFA), Berlin, statt. Der Film gehört zu den sogenannten Kontingentfilmen, das waren preisgünstig hergestellte Filme, mit denen die Ufa ihr obliegende Verpflichtungen aus dem Parufamet-Vertrag erfüllte. Robert Neppach stattete den Film aus. Gedreht wurde von Juli bis September 1926 im Maxim Atelier in Berlin. Die Außenaufnahmen entstanden in New York, dem Lloyd Dampfer Columbus (im August) und im Kiefernwald bei Berlin. Für Fred Solm war es sein Debüt im Film. 
Die ursprüngliche Filmlänge betrug 6 Akte gleich 2.318 m. Die restaurierte Fassung weist eine Länge von 2.388 m auf. Der Film wurde am 26. November 1926 im Tauentzienpalast in Berlin uraufgeführt, nachdem er zuvor am 22. November 1926 unter der Nr. B14226 einer Prüfung unterzogen und ein „Jugendverbot“ ausgesprochen worden war. In Portugal lief er am 19. Mai 1930 unter dem Titel O Dominador da Morte an. Der englische Titel lautet: The Master of Death. Die Erstaufführung der restaurierten Fassung fand am 13. Oktober 2007 im Giornate del cinema muto, Teatro Verdi in Pordenone statt. Makia Matsumura begleitete am Klavier.

## Kritik
Die von Horst Claus für das Bundesarchiv verfasste Kritik stellte auf das Verhältnis eines jungen Leutnants ab, der gegen die Militärdisziplin und einen Vorgesetzten sowie den Ehrenkodex seines Standes verstößt. Obgleich er derjenige ist, der im Recht ist und von seinem Rivalen aus „persönlichen Rachegefühlen“ drangsaliert wird, „besteht der Kastengeist seines gesellschaftlichen Umfelds nicht nur auf dessen Demission, sondern auch auf der seines Vaters“. Claus bemängelt, dass der Film an keiner Stelle diese veraltete Einstellung kritisiere oder hinterfrage. Das schlägt sich auch in der Mehrzahl der seinerzeit verfassten Kritiken nieder, die befinden, „dass das Weltbild des Kaiserreichs unter Preußens Führung nicht mehr in die Zeit und das Denken weiter Bevölkerungskreise der Weimarer Republik passe“.
Die Kritik im Reichsfilmblatt vom 4. Dezember 1926 fiel ziemlich harsch aus: Das Manuskript von Hans Szekely ist mit der üblichen kalten Routine, die immer fälschlich für modern gehalten wird, geschrieben. Für heutige Begriffe ist das ganze verlogen und indiskutabel; Vorkriegsmentalität – oft auch das nicht einmal. Wir bedauern, aber wir haben heute andere Interessen.
Carsten-Stephan v. Bothmer von Stummfilmkonzerte.de war der Meinung, dass Hans Steinhoff sich als „versierter Genrefilmer“ zeige, der Melodram und Sensationsfilm mische, soziale Milieus durchkreuze und den Zuschauer in ferne Länder blicken lasse, er „scheu[e] kein Klischee und keinen knalligen Effekt“. Er mache „populäres Kino, dass die Leinwand füll[e] und die Augen nähr[e]“.